# تورانو نوآوو
تورانو نوآوو (به ایتالیایی: Torano Nuovo) یک کومونه در ایتالیا است که در استان تیرامو واقع شده‌است. تورانو نوآوو ۱۰ کیلومتر مربع مساحت و ۱٬۶۶۴ نفر جمعیت دارد و ۲۳۷ متر بالاتر از سطح دریا واقع شده‌است.

## خواهرخوانده
شهر Cacabelos خواهرخواندهٔ تورانو نوآوو هست.